# Boguszowice Osiedle
Boguszowice Osiedle – dzielnica Rybnika licząca ok. 10 500 mieszkańców, 1962-75 część miasta Boguszowice. 
Na terenie dzielnicy znajduje się kopalnia Jankowice. Zakład wchodzi w skład kopalni zespolonej ROW należącej do Polskiej Grupy Górniczej.

## Historia
Przed włączeniem do Rybnika, Boguszowice były osobną miejscowością i w latach 1962-1975 posiadały prawa miejskie licząc ok. 20 tys. mieszkańców. W roku 1975 w wyniku reformy administracyjnej włączone zostały do Rybnika. Wiele nazw ulic zostało zmienionych, aby ich nazwy nie kolidowały z ulicami w Rybniku np. ulicę Powstańców zmieniono na Strażacką.

## Architektura

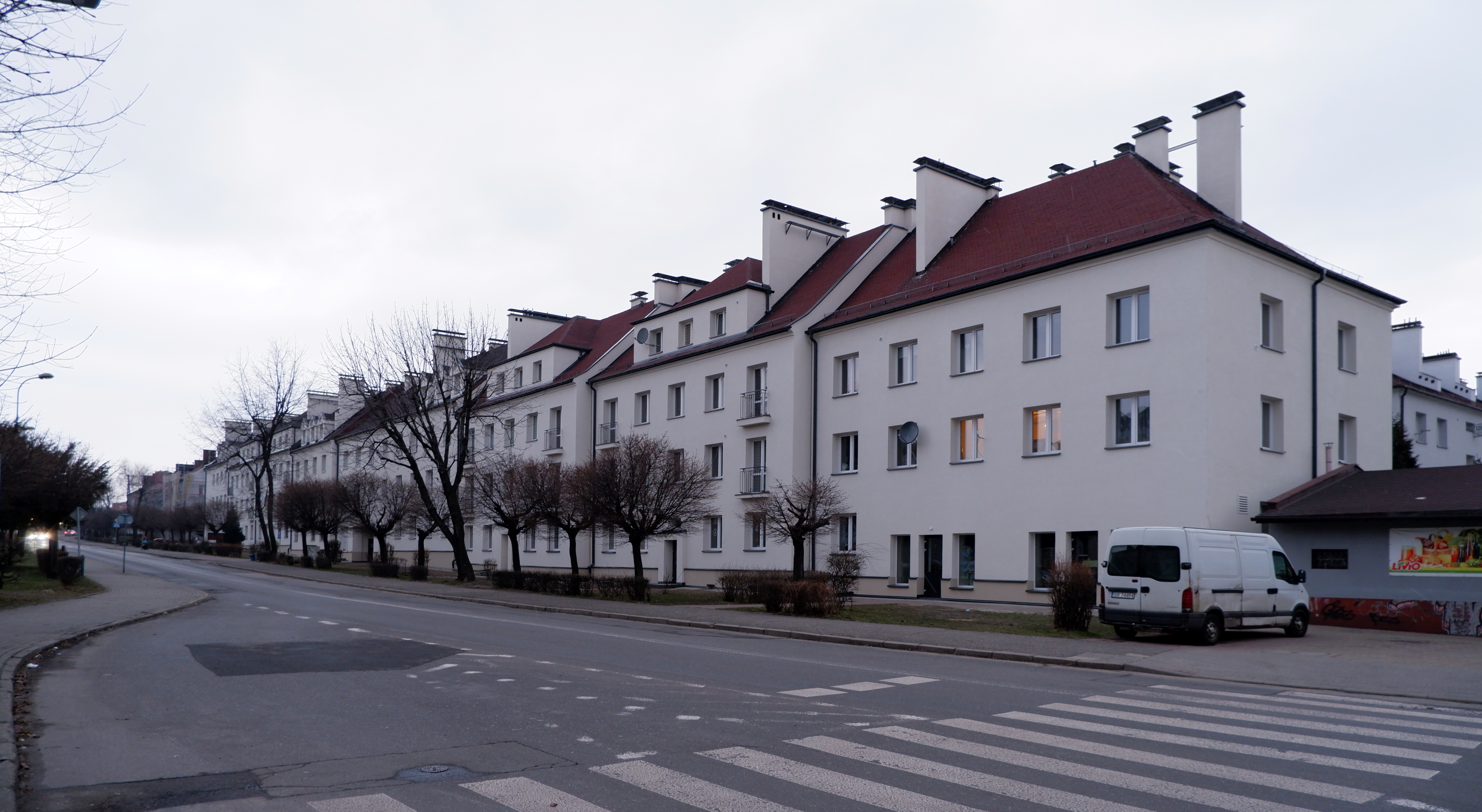
Osiedle Stary Pekin – socrealistyczna część dzielnicy

Najstarszą częścią dzielnicy są tereny obejmujące kopalnię oraz przylegające do niej familoki, tradycyjne robotnicze domy mieszkalne pochodzące jeszcze sprzed II wojny światowej.

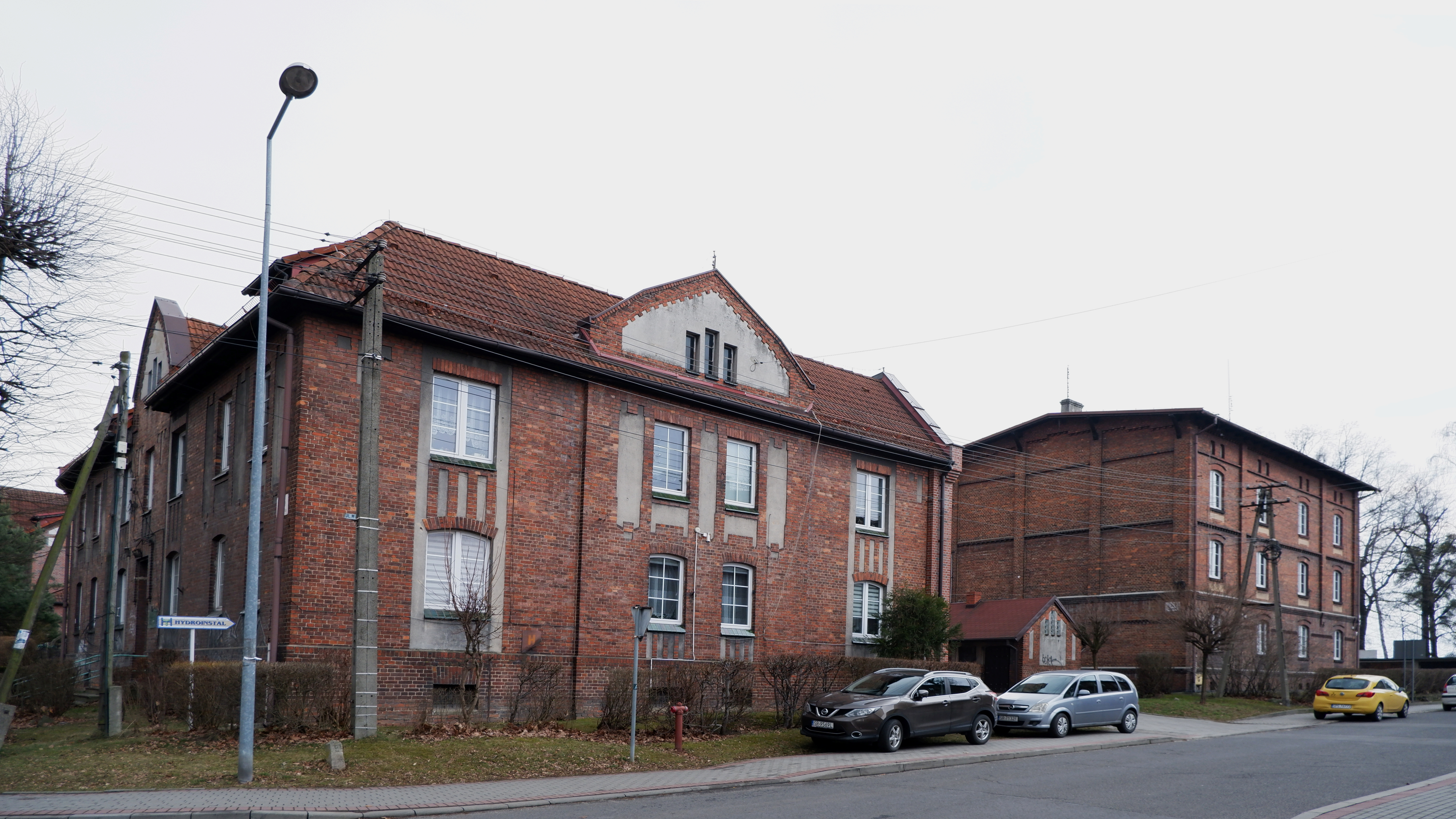
Osiedle robotnicze przy KWK Jankowice

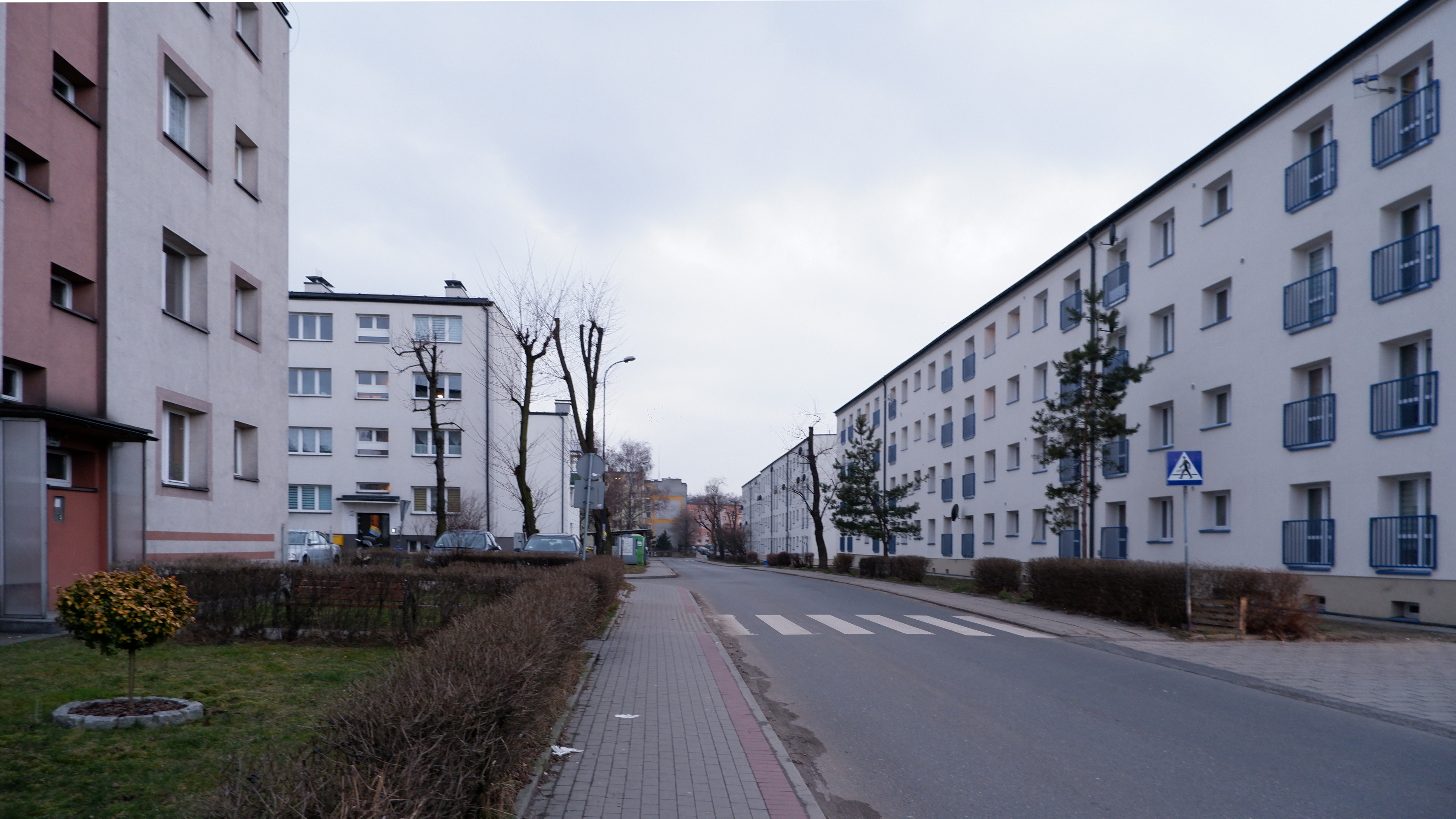
Bloki z wielkiej płyty przy ulicy Lompy

Główne, a zarazem właściwe osiedle oddzielone jest od kopalni lasem i stanowi skupisko bloków mieszkalnych, wśród których znajduje się kościół parafialny pw. Świętej Barbary. Starsza część dzielnicy to nazywane zwyczajowo dolne osiedle, albo Stary Pekin powstały w latach pięćdziesiątych XX w. W pejzażu tej części Boguszowic Osiedla dominują bloki w stylu socrealistycznym podobne do tych z warszawskiego Mariensztatu. Nowsza część dzielnicy to tzw. Osiedle Południe, w której przeważają bloki mieszkalne niskiej zabudowy.

## Sport

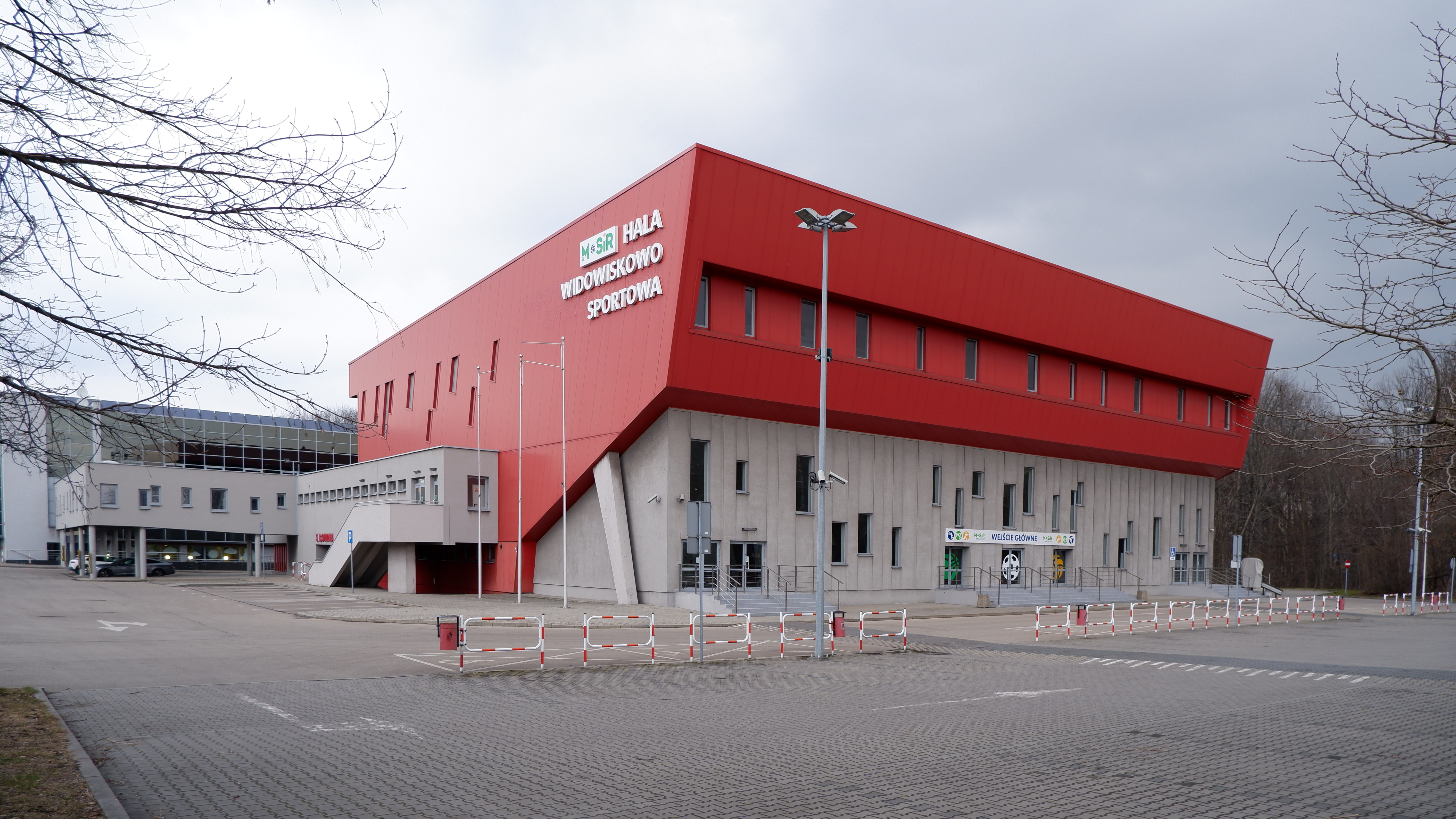
Hala widowiskowo-sportowa MOSiR

16 maja 1920 roku w Boguszowicach utworzone zostało gniazdo najstarszej polskiej organizacji sportowej Polskiego Towarzystwa Gimnastycznego „Sokół”. Koło to podlegało organizacyjnie Towarzystwu Gimnastycznemu „Sokół” w Rybniku i należało do szeregu sekcji gimnastycznych śląskiego Sokoła. Początkowo w roku 1920 koło tej organizacji liczyło 12 członków. Rozwój działalności Sokoła przerwał w 1939 roku wybuch II wojny światowej. W okresie powojennym nie została reaktywowana ponieważ członkowie oraz sama idea towarzystwa była prześladowana przez władze komunistyczne.
Obecnie przy miejscowej kopalni znajduje się hala sportowa MOSiR Rybnik oraz kryta pływalnia. W dzielnicy działa wielosekcyjny Klub Sportowy Górnik Boguszowice oraz Klub Szachowy "Zefir" Boguszowice.
Od roku 2011 funkcjonuje również drużyna brazylijskiego Jiu Jitsu - Bastion- Rybnicki Klub BJJ / Submission. Klub znajduje się 	Gimnazjum nr 5 im. Władysława Webera ul. Żurawia 7. Zawodnicy odnoszą liczne sukcesy w Bjj.

## Edukacja

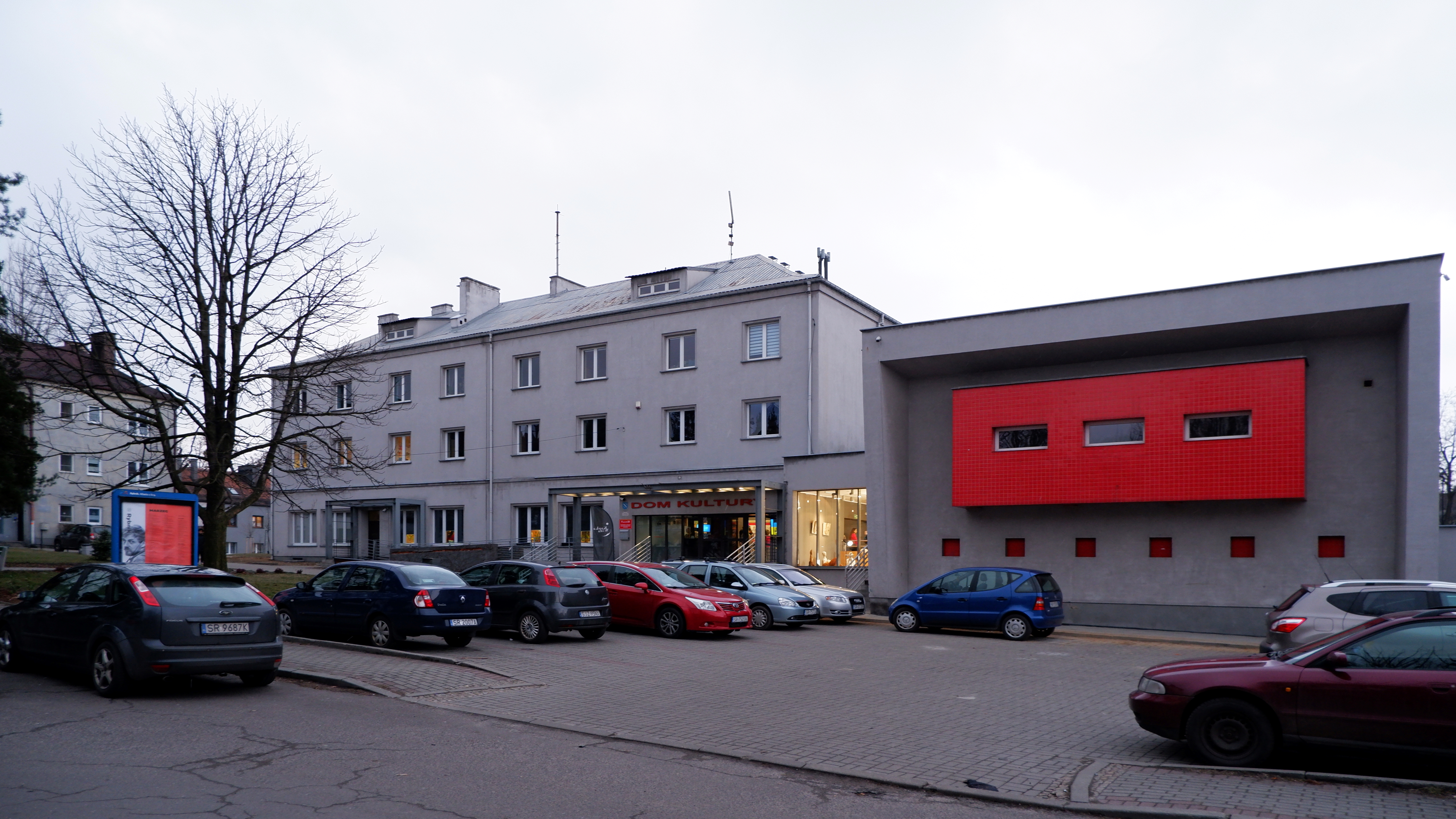
Dom Kultury Boguszowice

Do obiektów edukacyjnych położonych na terenie dzielnicy należą: szkoła podstawowa nr 18, gimnazjum nr 5, VI Liceum ogólnokształcące im. Marii Skłodowskiej-Curie w Zespole Szkół Ponadpodstawowych nr 1 oraz Dom Kultury i przylegające do niego Kino Zefir.  Na osiedlu znajduje się osiedlowy park.  Do dzielnicy przylega Staw Papierok.

## Handel
Dzielnica charakteryzuje się dużą ilością punktów usługowych, handlowych, rekreacyjnych i edukacyjnych (np. klub malucha), mimo że jest dość oddalona od centrum miasta. Graniczy z innymi dzielnicami Rybnika: Kłokocin i Boguszowice Stare a także z Gminą Świerklany oraz miastem Żory.
Powstało tu też kilka marketów handlowych: SPAR, Biedronka, Stokrotka oraz Lidl, a także pasaż handlowo - usługowy w byłym Domu Górnika oraz targowisko.

## Komunikacja
Dzielnica znajduje się w obrębie 7 linii rybnickiego KMR.
- Boguszowice
- Boguszowice Stare
- gmina Boguszowice
- gromada Boguszowice